# 하마무라정
하마무라정(浜村町)은 일본 돗토리현 게타카군에 설치되었던 정이다. 현재의 돗토리시의 일부에 해당한다.